# Cryptorhopalum floridanum
Cryptorhopalum floridanum is een keversoort uit de familie spektorren (Dermestidae). De wetenschappelijke naam van de soort werd in 1916 gepubliceerd door Thomas Lincoln Casey.